# Кроу, Колин
Сэр Колин Традескант Кроу (англ. Colin Tradescant Crowe; 1913—1989) — британский дипломат.

## Биография
Родился 7 сентября 1913 года в семье Эдварда Кроу.
В 1959—1961 годах поверенный в делах в Объединённой Арабской Республике. Одновременно в 1959—1961 годах поверенный в делах в Египте.
В 1961—1963 годах заместитель постоянного представителя Великобритании при ООН.
В 1963—1964 годах посол Великобритании в Саудовской Аравии.
В 1968—1970 годах верховный комиссар Великобритании в Канаде.
В 1970—1973 годах постоянный представитель Великобритании при ООН.
Умер 19 июля 1989 года.
Рыцарь Великого Креста ордена Святого Михаила и Святого Георгия.